# Comté de Gimborn

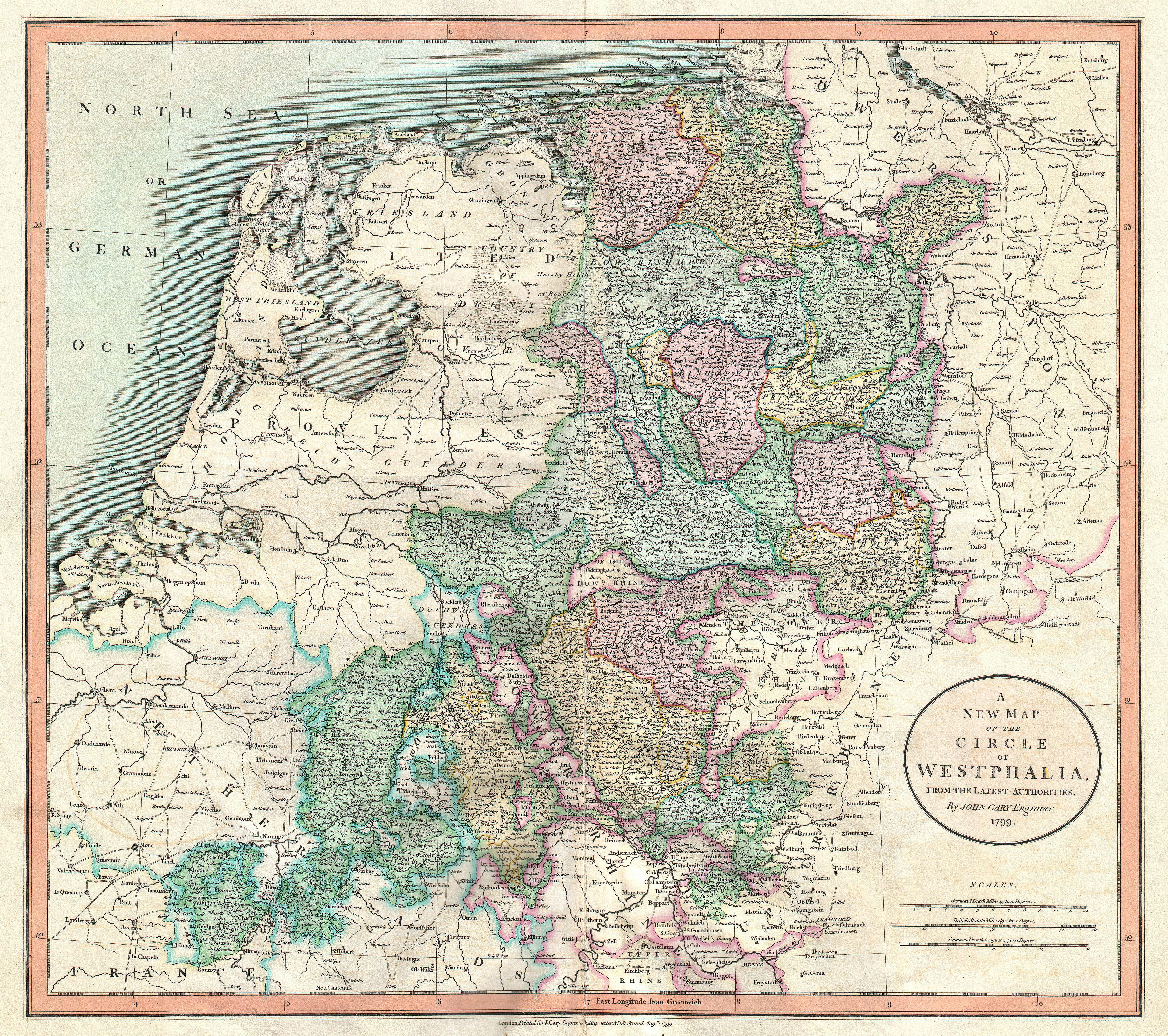
Le comté de Gimborn (en jaune) dans le cercle du Bas-Rhin-Westphalie.

Le comté de Gimborn (en allemand : Grafschaft Gimborn) était un État du Saint-Empire romain germanique qui relevait du cercle impérial de Bas-Rhin-Westphalie.
Son chef-lieu était Gimborn, aujourd'hui quartier de Marienheide.

## Territoire
Le comté comprenait :
- La seigneurie de Gimborn, composée du château de Gimborn et des communautés d'habitants de Nieder-Gimborn et Ober-Gimborn ;
- La mairie de Neustadt ;
- Les annexes suivantes :
  - La paroisse de Wiedenest, comprenait Pernz et Othenen ;
  - La paroisse de Gummersbach ;
  - La paroisse de Mühlenbach, avec le couvent de Marienheyde et les terres nobles de Gervershagen, Mühlenbach et Wiegen ;
  - La paroisse de Libberhausen, avec les terres nobles de Libberhausen, Boschausen et Koverstein ;
  - La paroisse de Runderod, avec les terres nobles de Bocklerhausen, Leppe, Ley, Ohl et Selbach.